# Santa Colomba de la Vega
Santa Colomba de la Vega es una localidad española del municipio de Soto de la Vega, en la provincia de León, comunidad autónoma de Castilla y León.

## Situación

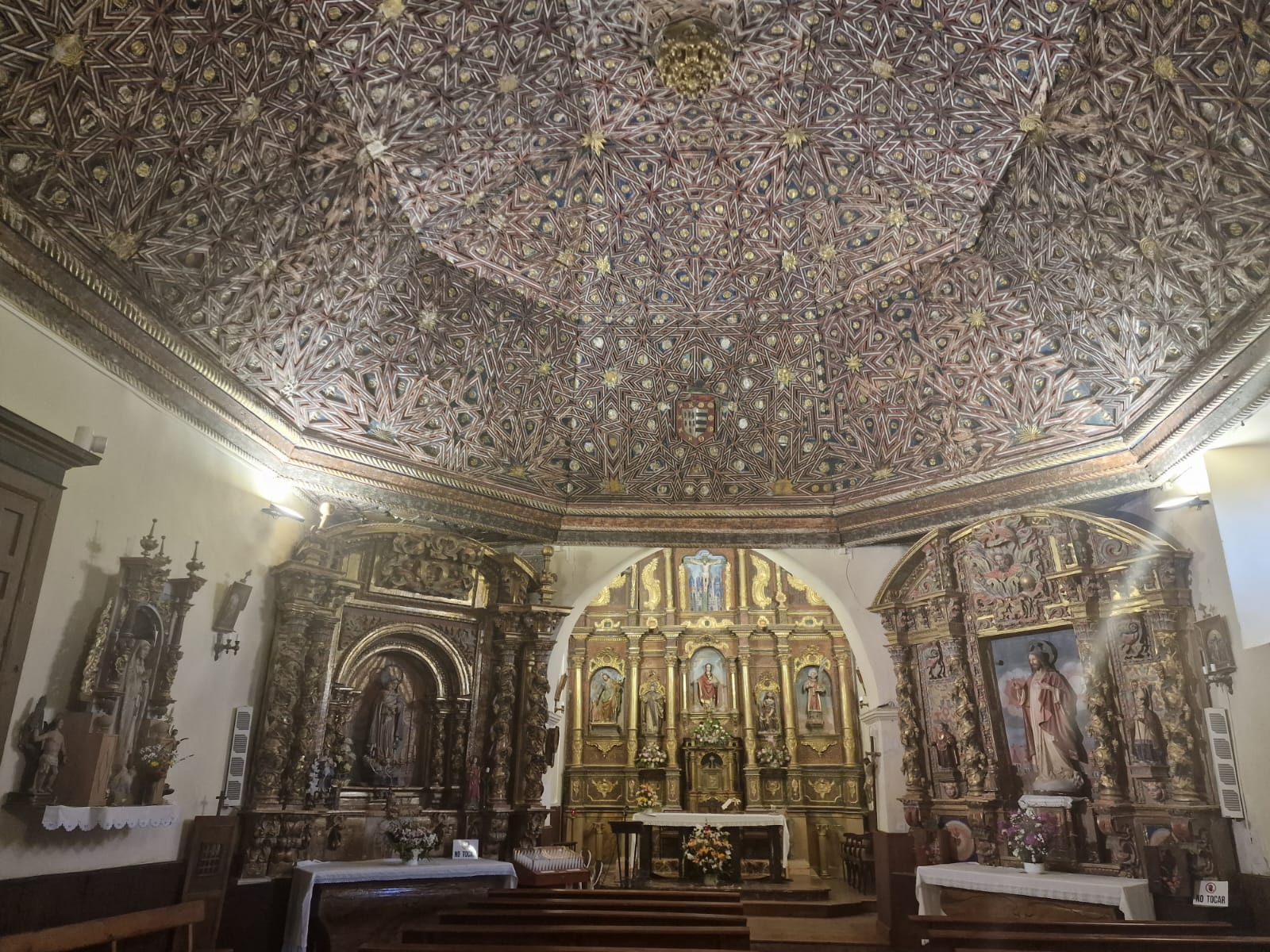
Interior de la iglesia de Santa Colomba, declarada BIC

Se encuentra al norte de La Bañeza; al oeste de Soto de la Vega, al este de Palacios de la Valduerna y al Sur de Huerga de Garaballes. El pueblo se asienta junto al río Tuerto.

## Demografía
| 2000 | 2001 | 2002 | 2003 | 2004 | 2005 | 2006 | 2007 | 2008 | 2009 | 2010 | 2011 | 2012 | 2013 | 2017 | 2023 |
| 354  | 348  | 346  | 338  | 338  | 341  | 341  | 322  | 311  | 297  | 283  | 277  | 268  | 266  | 262  | 239  |

- Datos: Q6120313
- Multimedia: Santa Colomba de la Vega / Q6120313